# 講式
講式（こうしき）は、仏典に節をつけた宗教音楽である声明のうち、語りものの部分。

## 概要
元来、講式とは法会・講会を行う際の儀式次第を漢文訓読体の文章にしたもので、時代が下るとともに文学性や音楽性を付与されて声明としての性格を持つようになった。
講式は、声明の一部分であり、演奏様式としては邦楽の「語りもの音楽」のなかの一ジャンルに属している。すでに平安時代中期にはつくられており、こんにち耳で聴くことのできる最古の語りものである。最澄や空海が作ったとされる講式も伝えられているが、作者が確定している作品では源信の『二十五三昧式』『六道講式』が最古のもとされている。
講式の音楽は、鎌倉時代中期における平曲の成立に大きな影響をあたえた。
最澄の『六天講式』、明恵の『四座講式』、貞慶の『弥勒講式』、覚如の『報恩講式』、叡尊の『聖徳太子講式』などの存在が知られる。
講式は民衆布教において重要な役割を果たした。例えば、法然の没後、門人らによって開かれた「知恩講」における作法を書いた『知恩講私記（知恩講式）』は浄土宗の専修念仏の教えと法然の生涯を分かりやすく説いたものとして、浄土宗の布教に大きな影響を与えた。。